# 激闘!麻布台スタジアム
『激闘!麻布台スタジアム』（げきとう!あざぶだいスタジアム）、ないしは『ジャイアンツナイター・麻布台スタジアム』（ジャイアンツナイター・あざぶだいスタジアム）は、ラジオ日本で2014年シーズンから始まったレインコート番組。後者は『ジャイアンツナイタースタジオ特集・麻布台スタジアム』（ジャイアンツナイターすたじおとくしゅう・あざぶだいスタジアムと表記されることもある。

## 概要
これまでの「僕も私もジャイアンツナイター」の放送枠と番組内容を引き継ぎ、新たなレインコート番組としてスタートするもの。

## 放送時間
- 2015年以降はプロ野球ナイター中継放送予定カードが雨のため中止の日の17:55-21:00（曜日不問）に「ジャイアンツナイター・麻布台スタジアム」として放送。なお、「ラジオ日本マリーンズナイター」として放送される千葉ロッテ戦が中止の場合には「マリーンズナイター・麻布台スタジアム」として放送される。
  - 2014年度は野球中継の放送が元から実施されない場合は「激闘!麻布台スタジアム」と題して、曜日ごとに定められたテーマに沿った内容で放送していた。野球中継が実施される予定日であって、雨天中止となった場合は「ジャイアンツナイター・麻布台スタジアム」と題して、プロ野球やスポーツの情報を中心に送る。
  - 2016年度については、TBSラジオとの提携が開始されたことに伴い、「ジャイアンツナイター」が放送する巨人戦中止の場合にはJRN系列からの供給により予備カードの補充が行われるため、当日のすべての試合（JRN・RFに放送権のないヤクルト主催試合を除く）が中止にならない限り本番組の放送はない。ただし、「マリーンズナイター」については前年までと同様に予備カードの補充はないため、中継予定試合中止の段階で本番組となる。また2017年度については、「マリーンズナイター」の中止の場合にもJRN系列からの供給により予備カードの補充が行われた。そのため2016年は「マリーンズナイター」中止時の1回のみ、2017年は放送がなかった。
  - 2018年度についてはTBSラジオがナイター中継の制作および配信を2017年限りで終了したため、個別に提携を続けるJRN各局からネットできる場合は予備カードを編成するが、ない場合は中止となった段階でこの番組が放送されるとしていたが、この番組が放送される機会はなかった。
  - 2019年度は、屋外球場からの中継時には必ず屋内球場の試合が予備カードとして編成されていたため、そもそもこの番組が放送される機会はなかった。10月12日のクライマックスシリーズファイナルステージ第4戦非開催時についても、当日に令和元年東日本台風（台風19号）が日本に接近することを鑑み（既にこの影響で、第4戦まで続いた場合の順延を決めていた）、本番組ではなく「ラジオ日本報道特別番組 ニュースリポートスペシャル」が編成された。
  - 2020年度は、2019新型コロナウイルスの影響でプロ野球の開幕が延期されたため、開幕のめどが立つまでの間、当初野球中継を想定していた日程に沿って本番組を放送することになり（出演者の契約の都合もあり、該当日の『60TRY部』への切り替えは行わない）、4年ぶりの放送が実現した。なお、3月20日・5月9日はぎふチャンのみへネット、それ以外はRFローカルで放送されている。

## ネット局
- アール・エフ・ラジオ日本
- ぎふチャンラジオ
- ラジオ関西

2018年はGBS・CRKは原則としてナイターの火 - 金曜の放送予定カードが雨天中止になったときの「ジャイアンツナイター・麻布台スタジアム」のみ放送。
2015年度のナイターの中継が元から行われない平日はRFとGBSは『60TRY部』、CRKは（ラジオ日本・ぎふチャン（2014年度のみ）が一部を除く巨人戦以外を中継する場合、並びに巨人主管試合で祝日のデーゲーム開催日も含む）別の予備番組を編成する。土・日のRFとGBSは、従来からナイターの中継が元から行われない場合の番組が別途設定されている。
また2015年度から、RFで巨人戦以外のナイターを放送する場合（2016年度はTBSラジオ エキサイトベースボールをネットし、かつ放送予定の巨人戦が中止になった場合で、中日の主管試合、及びCBCとGBSが同じカードを結果的に放送する場合も含む）はGBSでもナイター中継を行わないことになったため、この場合でRFが放送する試合が中止になった場合でも「ジャイアンツ（マリーンズ）ナイター・麻布台スタジアム」は放送せず、「ダッシュ一番歌謡曲」（2015年度まで）、「GO!GO!ミュージックナイター」（2016年度）（自社制作）を送る。巨人戦以外の予備カードが設定されない日に放送予定の試合が中止となった場合は「ミュージックナイター」ではなく当番組となる。

## 番組内容・出演者
ジャイアンツ（マリーンズ）ナイター・麻布台スタジアム
- ラジオ日本のスポーツアナウンサー（当日のナイターナビゲーター担当予定者）が持ち回りでパーソナリティーを担当。
- 2020年のプロ野球開幕延期に伴う代替放送においては、スポーツアナウンサー（リポーター専任の真鍋杏奈を含む）2名と、ラジオ日本解説者の3人体制で放送。加えて5月20日まではゲスト（電話出演含む）として、読売ジャイアンツの関係者や、スポーツ各分野の専門家（金哲彦、生島淳など）や、中継制作提携局の解説者（桧山進次郎、中西清起、多村仁志、川口和久など）を迎えることがあった。5月26日からはゲストを配置しない代わりに、番組中盤以降は過去に『ジャイアンツナイター』で中継した巨人戦の実況音源再生に充てている。

激闘!麻布台スタジアム（2014年度のみ）
- 火曜日：『お笑い』

パーソナリティ：加藤多佳子
出演：ななめ45°
加藤と土谷隼人（「ななめ45°」のメンバー）は後番組『60TRY部』も続投。
- 水曜日：『ROCK』

パーソナリティ：遠藤みちスケ
出演：たぬポン吉
- 木曜日：『報道チック』

パーソナリティ：内藤博之
出演：高倉亨報道センター長
- 金曜日：『映画』

パーソナリティ：くず哲也
出演：小川麻希

## 関連番組
- ラジオ日本ジャイアンツナイター
- ゴールデンナイター (ぎふチャン)
- ラジオ関西ジャイアンツナイター